# Bund evangelischer Gemeinschaften
Der Bund evangelischer Gemeinschaften (BeG) ist im April 2006 in Marburg gegründet worden. In dem Verein sind gegenwärtig deutschlandweit sieben  Gemeinschaftsverbände mit rund 7500 Mitgliedern sowie drei Stiftungen, die zum Netzwerk des Deutschen Gemeinschafts-Diakonieverbandes gehören, sowie eine weitere Stiftung zusammengeschlossen.

## Mitgliedsorganisationen
Dem BeG sind folgende Werke angeschlossen (Stand 2018):
- Elbingeröder Gemeinschaftsverband e. V., Leipzig
- Gemeinschafts-Diakonieverband Berlin e. V., Berlin
- Hensoltshöher Gemeinschaftsverband e. V., Gunzenhausen
- Hessischer Gemeinschaftsverband e. V., Marburg
- Ohofer Gemeinschaftsverband e. V., Meinersen
- Südwestdeutscher Gemeinschaftsverband e. V., Neustadt an der Weinstraße
- Westdeutscher Gemeinschaftsverband e. V., Velbert
- Stiftung Studien- und Lebensgemeinschaft Tabor (die der Träger der Evangelischen Hochschule Tabor ist), Marburg
- Stiftung Marburger Medien, Marburg
- Stiftung Marburger Mission, Marburg
- Stiftung Therapeutische Seelsorge, Neuendettelsau

## Arbeitsweise und Ziele
Der Verein arbeitet im Raum und Rahmen des Evangelischen Gnadauer Gemeinschaftsverbandes e. V. (Kassel), der Dachorganisation des innerkirchlichen Pietismus.
Einen besonderen Schwerpunkt legt der Verein auf die Förderung und Unterstützung der Neugründung christlicher Gemeinden. Gegenwärtig (Stand 2013) gibt es im Bund etwa 15 Gemeindegründungsprojekte. Die Leitlinien des Bundes geben die Ziele der gesamten Organisation wieder:
1. Missionarischen Gemeindebau und Neugründungsprojekte unterstützen, um Menschen für Christus zu gewinnen
2. Die auftragsbestimmte Vielfalt unterschiedlicher Gemeindeformen fördern und gleichzeitig die Einheit des Leibes Christi durch den Zusammenhalt untereinander stärken
3. Solidarisch füreinander eintreten, miteinander Verantwortung übernehmen und gemeinsam neue Perspektiven entwickeln.

## Aufgaben
Die Aufgaben sind gemäß seiner Satzung (§ 2.5):
- Koordinierung der ihm angehörenden Gemeinschaftsverbände in theologischer und organisatorischer Hinsicht auf der Grundlage einer verbindlichen Kooperation.
- Unterstützung der ihm angehörenden Gemeinschaftsverbände und Werke in deren missionarischem und diakonischem Auftrag.
- Förderung und Vertiefung des Miteinanders der Mitgliedsverbände und -werke.
- Die Förderung des Austausches von Erfahrungen und Kompetenzen sowie die Stärkung eines gemeinsamen Profils.
- Vertretung gemeinsamer Anliegen und Positionen der Mitglieder nach außen.

Diese Aufgaben werden verwirklicht insbesondere durch das Angebot von Foren, Schulungen und Tagungen, Information und Austausch, missionarische Projekte, Erarbeitung geistlich-theologischer Grundsätze, von Arbeitsrichtlinien für Hauptamtliche sowie Gemeindeleitlinien und aktuellen Stellungnahmen sowie gemeinsame Veröffentlichungen.

## Glaubensgrundlage
Der Verein arbeitet auf der theologischen Grundlage der Deutschen Evangelischen Allianz. Die Irrtumslosigkeit der Bibel (siehe auch Chicago-Erklärung), eine entsprechende Verkündigung der christlichen Botschaft sowie das Gebet sind den Mitgliedsorganisationen von zentraler Bedeutung.
Der BeG selbst, die einzelnen Mitgliedsverbände und ihre Ortsverbände sind innerhalb der Evangelischen Kirche anerkannt.
- Oberkirchenrat (OKR) Michael Martin (München) wirkte bei der Pfingstkonferenz 2018 in Gunzenhausen mit, bei der Volker Ulm, der amtierende Präses des BeG, als neuer 1. Vorsitzender des HGV eingeführt wurde. OKR Michael Martin war einer der Referenten des Seminars „Landeskirche und HGV: Aneinander reiben und doch zusammenbleiben“[4] und berichtete dort u. a. von der langjährigen Gesprächsreihe im Landeskirchenamt mit dem HGV im Rahmen von „Gnadau Bayern“, inkl. abgeschlossener Vereinbarungen.

## Publikationen
Jährlich gibt der Verein das Magazin BeGegnungen heraus und zweimonatlich einen Online-Newsletter.